# Sapromyza impar
Sapromyza impar är en tvåvingeart som beskrevs av Kertesz 1900. Sapromyza impar ingår i släktet Sapromyza och familjen lövflugor. Inga underarter finns listade i Catalogue of Life.